# Dagbladet (norsk tidning)

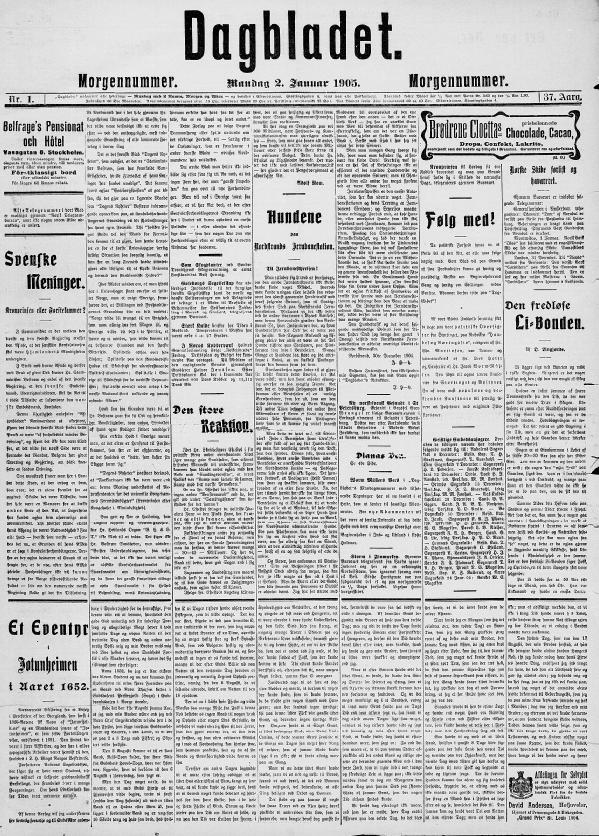
Dagbladet 2 januari 1905.

Dagbladet är en norsk dagstidning, utgiven i Oslo sedan 1869. Ägare var tidigare A/S Avishuset Dagbladet men sedan juni 2013 ägs Dagbladet av danska mediekoncernen Aller Media. Dagbladet drev communityn Blink ända till 2011.

## Galleri

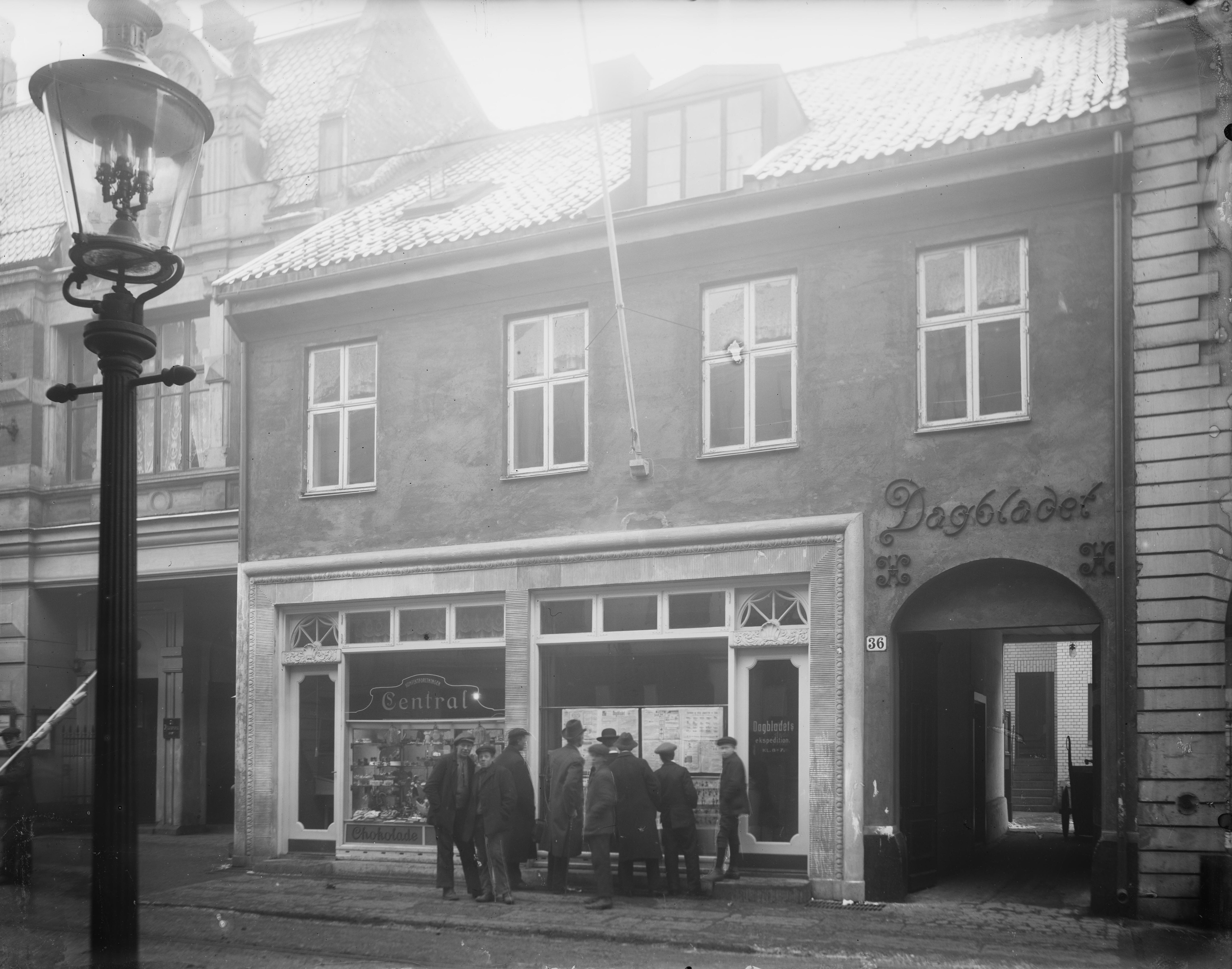
Dagbladets redaktion ca 1915 på Akersgata 36 i Oslo.

## Dagbladets redaktörer
- Gunnar Larsen 1954-1958
- Jahn Otto Johansen 1977-1984